# Karácsfalva
Karácsfalva település Ukrajnában, a Beregszászi járásban.

## Fekvése
15 km-re nyugat-délnyugatra terül el Nagyszőlőstől Tiszakeresztúr és Tiszaújhely között. Vasútállomása 8 km-re van Tiszaújlakon, vagy Tiszaújhelyen.

## Története
Karácsfalva Árpád-kori település. Nevét az oklevelek 1260-ban említették először Karacunfalua néven, később pedig Karachfalva alakban írták.
Az elsődleges Karácsonyfalva helynév a Karácsony személynévből származik, de előzménye lehet a magyar karácsony ünnepnév is. Talán olyan emberek viselték a Karácsony nevet, akik karácsonykor születtek.
Az ukrán névalak Karacsin a magyarból való. Az 1851-es feljegyzések szerint a falut oroszok lakták és Bereg-Ugocsa vármegyéhez tartozott. A 19. században orosz illetve ruszin faluként tartották számon, de a 20. század elejére a falu lakossága elmagyarosodott.
Az 1800-as évek végén, 1900-as évek elején a település Ugocsa vármegye Tiszáninneni járásához tartozott.
1910-ben végzett összeíráskor 506 lakosa volt, melyből 503 magyar volt, ebből 18 görögkatolikus, 455 református, 25 izraelita volt.
A 2003-2004-es tanévben megnyitotta kapuit a Karácsfalvai Sztojka Sándor Görögkatolikus Líceum, amelyben két első évfolyam indult 70 tanulóval.
2020-ig közigazgatásilag a Tiszakeresztúrhoz tartozott.

## Népessége
A 2001-es ukrajnai népszámlálás szerint a faluban 389 fő élt. Melyből 83,25% magyar, 16,50% ukrán, 0,25% orosz anyanyelvűnek vallotta magát.

## Nevezetességek
- Görögkatolikus templom
- Karácsfalvai Sztojka Sándor Görögkatolikus Líceum